# Мии-дэра

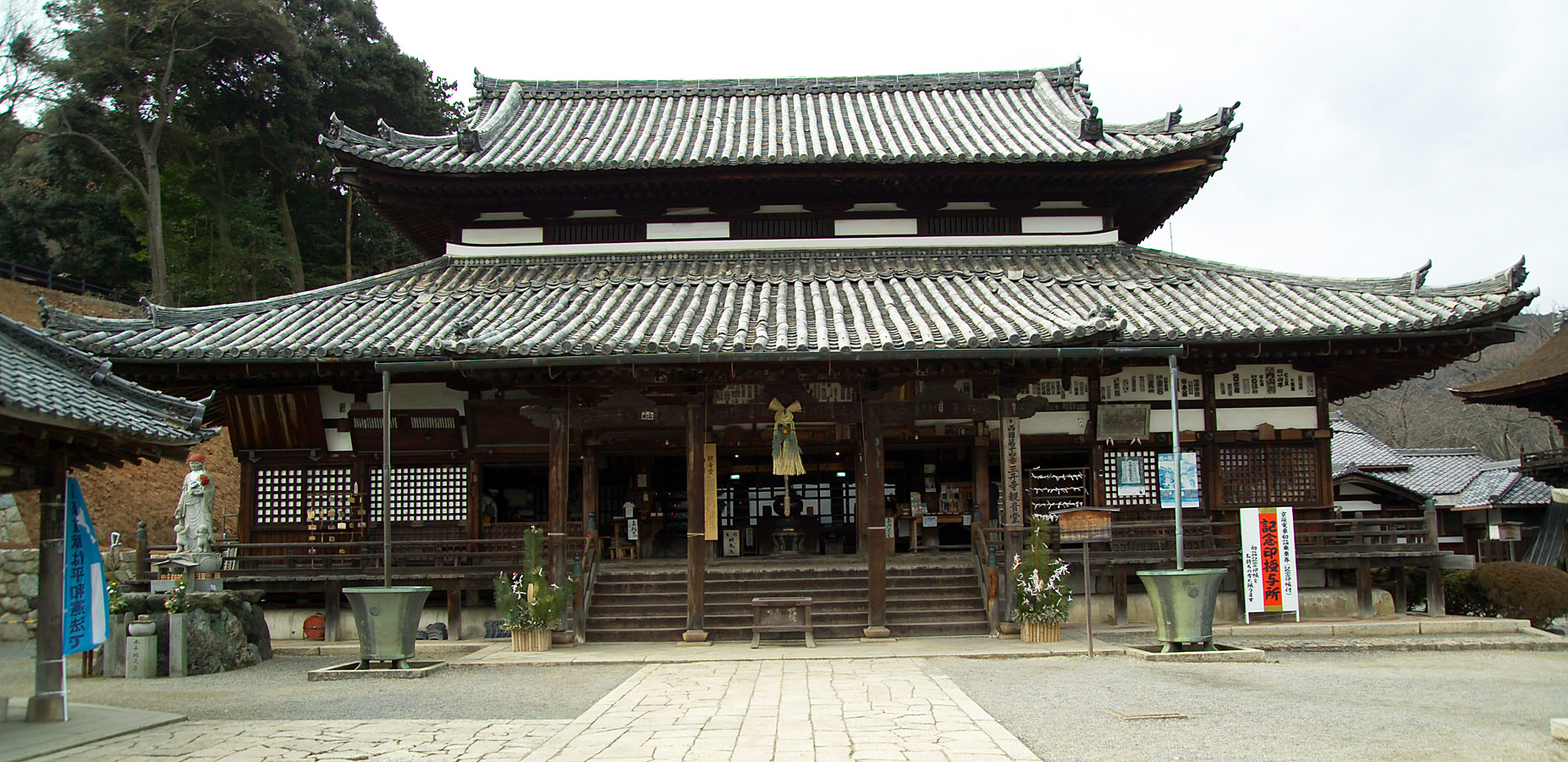
Храм Каннон-до в комплексе Мии-дэра

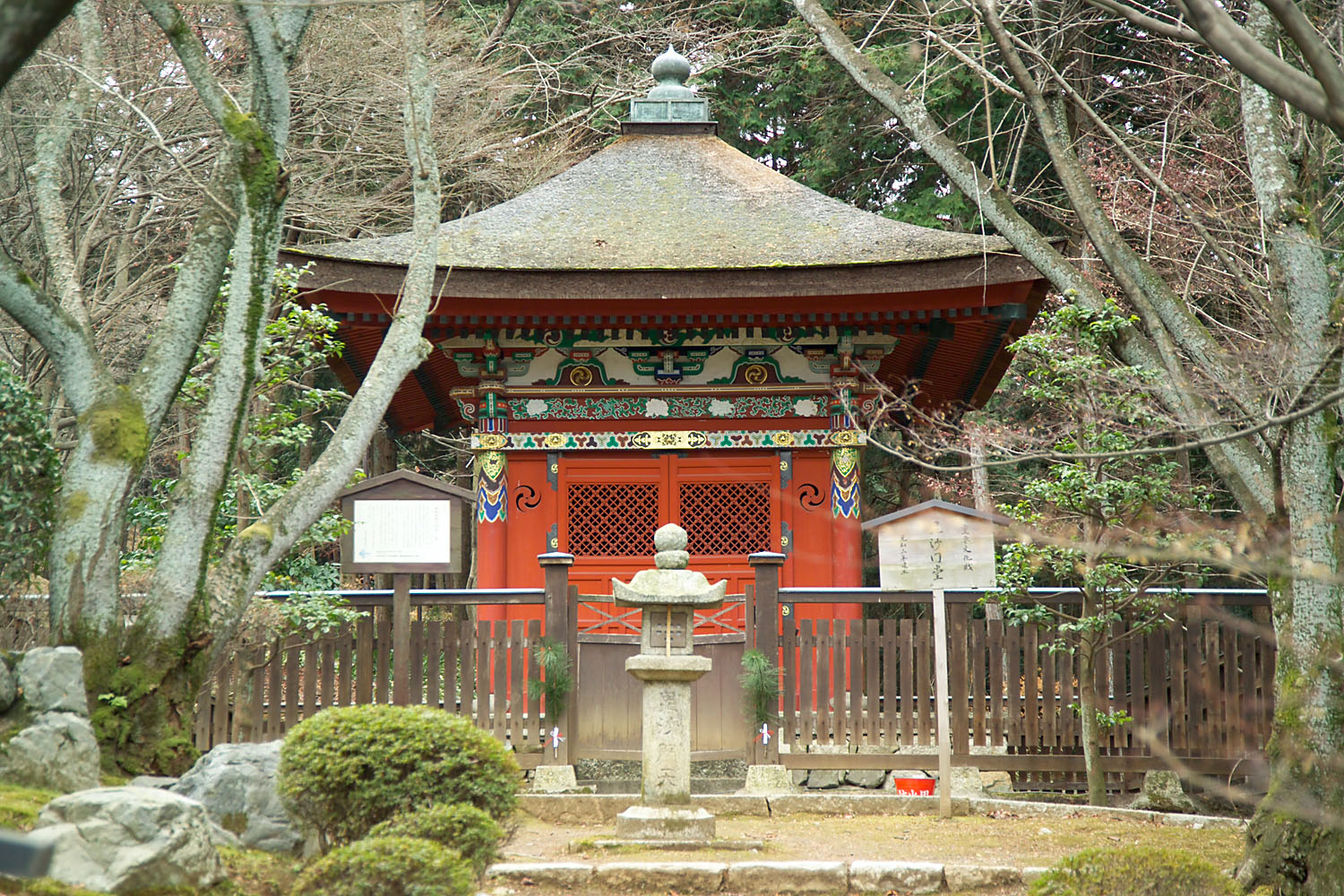
Павильон Бисямон-до в комплексе Мии-дэра

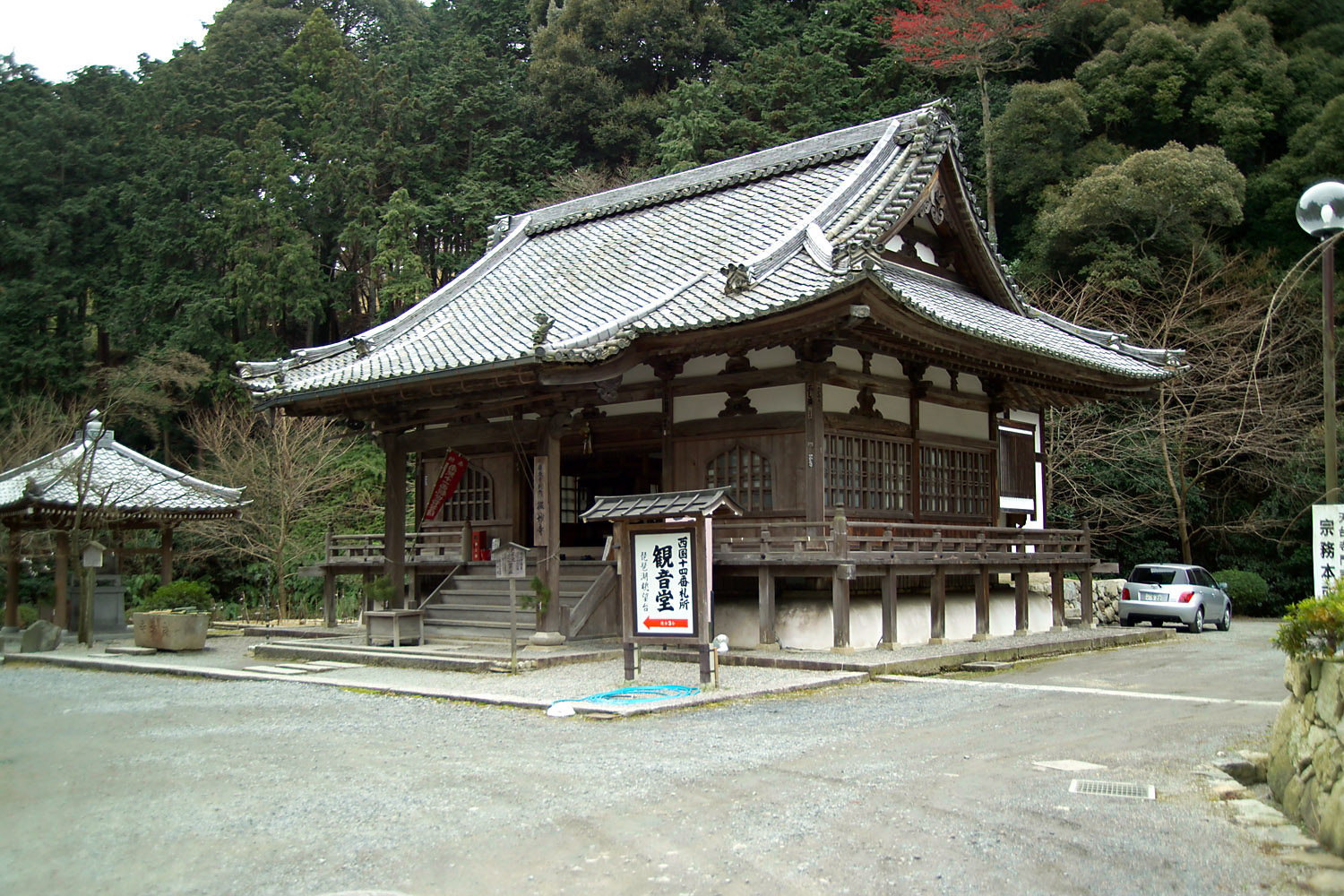
Храм Бимё-дзи в комплексе Мии-дэра

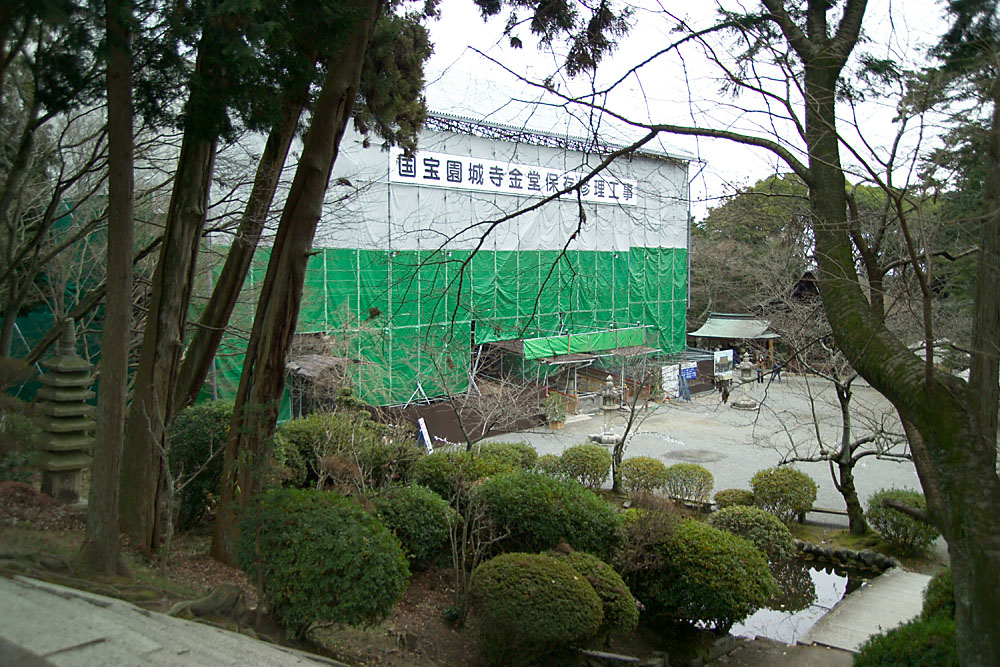
Центральный храм Кондо в комплексе Мии-дэра

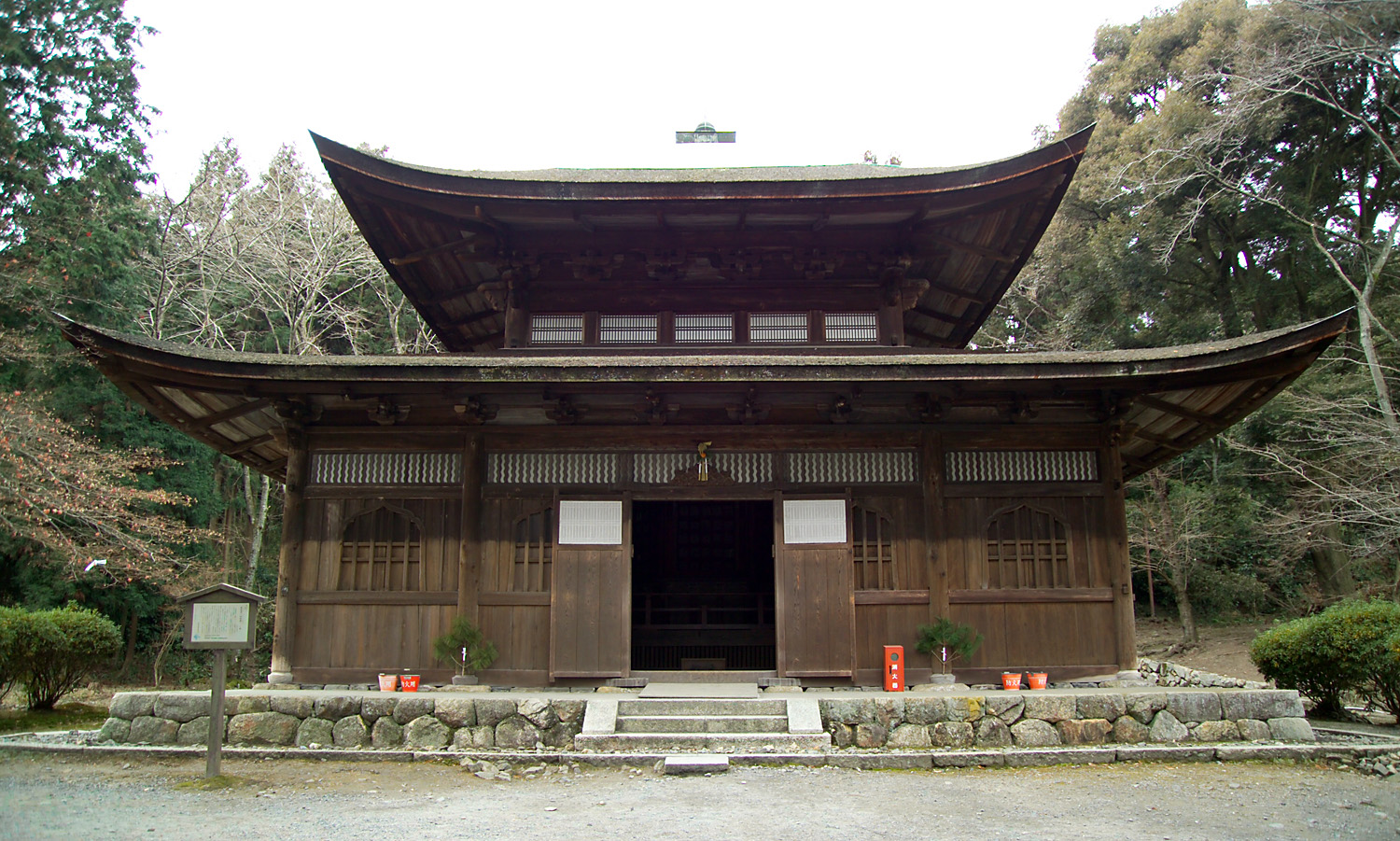
Иссай-кёдзо в комплексе Мии-дэра

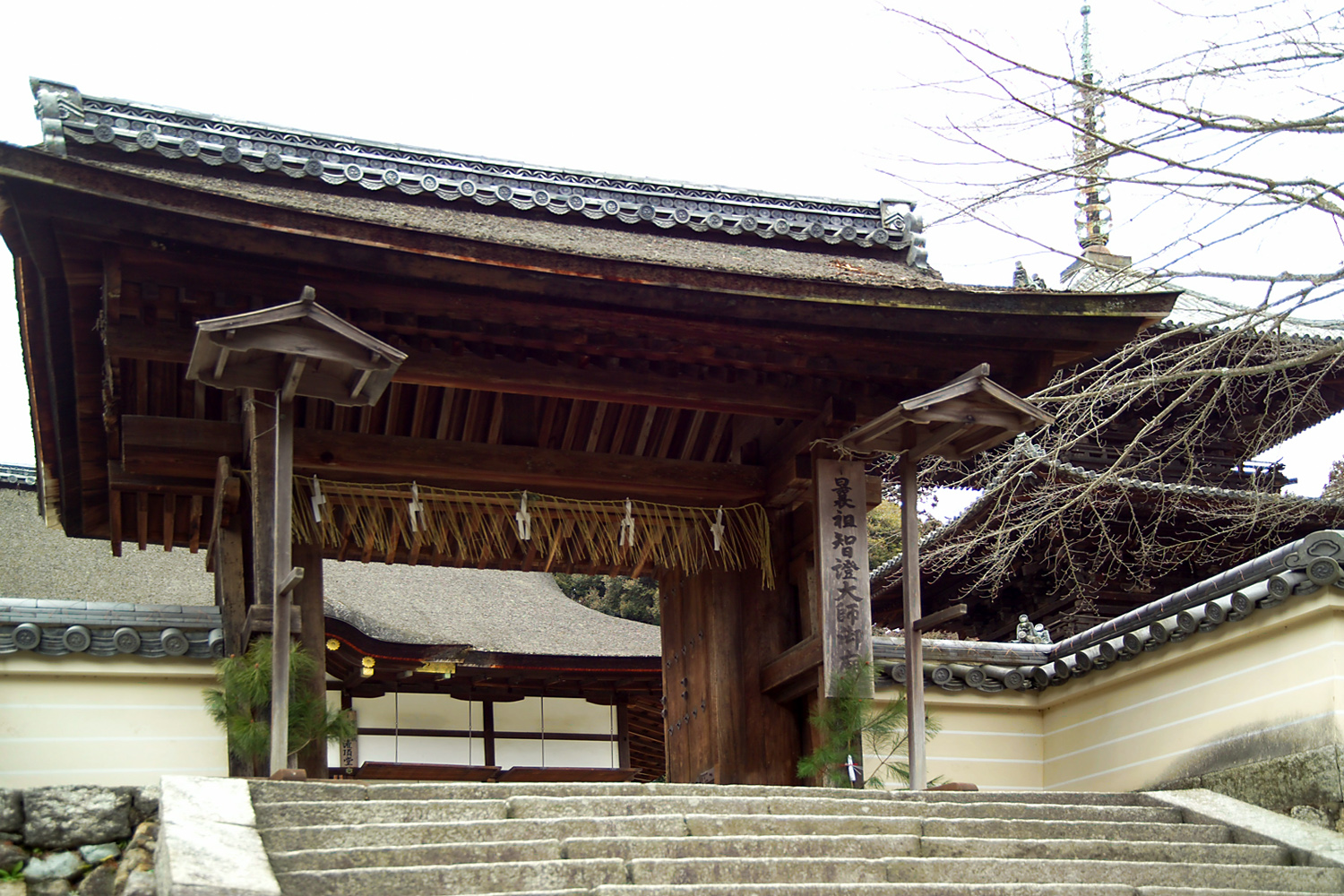
Ворота Сикяку-мон в комплексе Мии-дэра

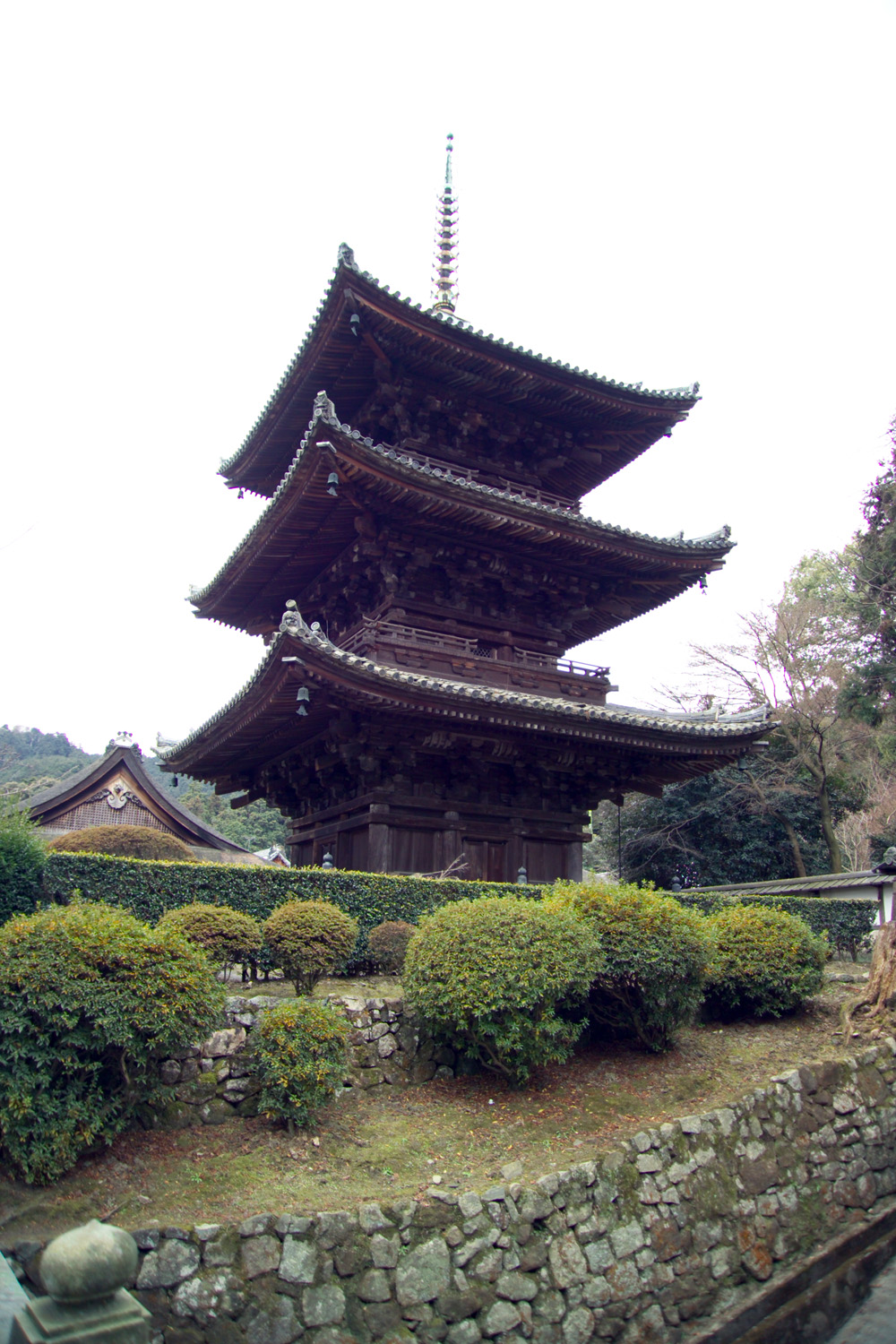
Пагода в комплексе Мии-дэра

Мии-дэра (яп. 三井寺), называется также Ондзё-дзи (яп. 園城寺) — крупный буддийский монастырь и храмовый комплекс, расположенный у подножия горы Хиэй в современном городе Оцу, префектура Сига, Япония, недалеко от озера Бива и города Киото. Храм является главным в подшколе дзимон школы тэндай. Исторически храм связан с храмом Энряку-дзи на вершине горы Хиэй, которому он долгое время противостоял. Мии-дэра — один из самых больших храмовых комплексов в Японии, внутри комплекса около сорока храмов и сооружений.

## История

### Основание
Храм Ондзё-дзи был основан в 672 году после конфликта, связанного с престолонаследием. Тогда умер император Тэндзи, а его сын был убит братом Тэндзи, который взошёл на трон императора (известен под своим посмертным именем Тэмму). Император Тэмму основал храм Ондзё-дзи в память о своём убитом брате.

### Школа Тэндай
Через двести лет после основания храм стали называть «Мии-дэра» — Храм Трёх Колодцев. Это имя дал храму монах Энтин, последователь Сайтё, один из первых руководителей школы тэндай. Название произошло от родников, в которых купали новорожденных детей, родники назвали в честь императоров Тэндзи, Тэмму и императрицы Дзито, которые внесли вклад в основание храма. И сейчас в главном храме Кондо находится источник освящённой воды.
С 859 по 891 годы, когда монастырём управлял Энтин, монастырь усиливался и разрастался, став одним из четырёх основных храмов Японии (наряду с Тодай-дзи, Кофуку-дзи и Энряку-дзи), храм оказывал влияние на столицу и пользовался высочайшим покровительством. В это же время позиции храмов Энряку-дзи и Мии-дэра разошлись, они сформировали две разных подшколы в тэндай, которые назывались дзимон и саммон. В значительной мере противоречия носили политический, а не теоретический характер, а после смерти Энтина противоречия значительно обострились.
Во второй половине X века после серии официальных диспутов противоречия приняли характер острого противостояния. Руководство храма Энряку-дзи в 970 году основало первую регулярную армию из монахов. После этого в Мии-дэра была сформирована своя собственная армия. В 989 году бывший настоятель Мии-дэра Ёкэй получил должность настоятеля Энряку-дзи, но монахи Энряку-дзи отказались признать его главенство и он вынужден был уйти в отставку. В 993 году монахи Мии-дэра отомстили, разрушив храм, где жил Эннин, основателя враждебной подшколы Саммон. В ответ на это монахи из Энряку-дзи разрушили около сорока памятников, связанных с жизнью Энтина. Около 1000 последователей Энтина бежало из Энряку-дзи в Мии-дэру.
Далее в X, XI, XII веках подобные инциденты продолжались, а настоятели монастырей формировали войска из монахов-воинов сохэй. Только в XI веке отряды сохэй четыре раза полностью сжигали монастырь Мии-дэра. Были также и случаи, когда обе армии объединялись против общего врага, в частности в 1081 году они атаковали храм Кофуку-дзи в Наре (в том же году монахи Кофуку-дзи в отместку сожгли Мии-дэра), ещё одна атака Нары была в 1117 году.

### Войны Гэмпэй

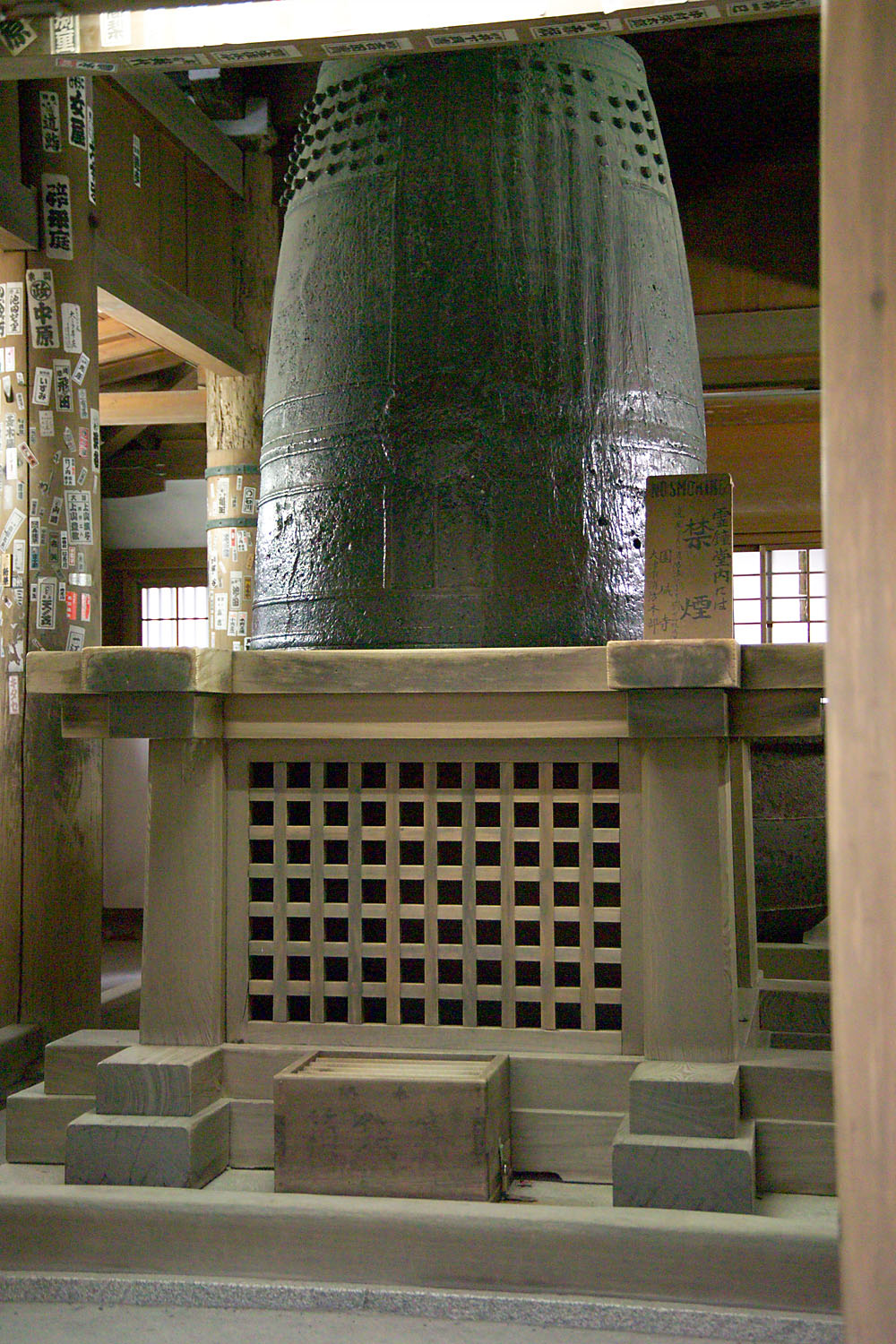
Колокол Бэнкэя из храма Мии-дэра

В конце XII века монахи горы Хиэй втянулись в войну Гэмпэй (1180—1185) между кланами Тайра и Минамото за императорский трон. В июне 1180 представители рода Минамото привели претендента на трон, принца Мотихито, в храм Мии-дэра, ища защиты от самураев рода Тайра. Храм Мии-дэра попросил помощи от Энряку-дзи, но получил отказ. Монахи Мии-дэра вступили в армию Минамото и направились в Бёдо-ин, тогда — резиденцию семейства Фудзивара, которая была превращена в монастырь (см. Битва при Удзи, 1180.). Возмутившись союзом монастыря Мии-дэра с Минамото, Тайра-но Киёмори приказал уничтожить храм Мии-дэра и многочисленные храмы в Наре.
Позже монахи из Мии-дэра снова ввязываются в войну, на этот раз на стороне Тайра против Минамото-но Ёсинака, который в 1184 году вторгся в Киото, обстрелял дворец и арестовал императора Го-Сиракава.
После войны наступил долгий период мира, когда храмы Мии-дэра, а также многие храмы в Киото и Наре смогли отстроиться заново. Когда храмы восстановились, столкновения снова возобновились, однако почти не возникало стычек с Энряку-дзи.
В 1367 году новообращённый монах из Мии-дэа был убит на заставе при входе в монастырь Нандзэн-дзи (Киото). В ответ монахи из Мии-дэра атаковали храм Нандзэн-дзи. Когда войска сёгуна пришли наводить порядок, они обнаружили, что храм Мии-дэра поддерживается также монахами-воинами из Энряку-дзи и Кофуку-дзи. Через год возникло новое сражение уже по инициативе настоятеля храма Нандзэн-дзи, но монахи из Мии-дэра вместе со своими союзники из Энряку-дзи и Кофуку-дзи снова победили войска сёгуна.

### Период Сэнгоку и после него
В конце XVI века Мии-дэра активно участвовал в военных конфликтах и был опорой военных группировок.
Кланы Асаи и Асакура прилегали к горе Хиэй, они были в союзе с монастырями и противостояли Ода Нобунага. Эти кланы потерпели тяжёлое поражение.
В 1571 году Ода Нобунага организовал военную операцию по уничтожению всего, что находится на горе Хиэй и у её подножья, он начал с города Сакамото и завершил поход ликвидацией Энряку-дзи. Монастырь Мии-дэра серьёзно пострадал, монахи-воины погибли в войне против хорошо вооружённой и опытной самурайской армии.
После битвы через некоторое время монахам разрешили отстроить монастыри в районе горы Хиэй заново. Больше Мии-дэра уже не сжигался и не подвергался нападению.

## Архитектура и сокровища храма
В главном зале Кондо и зале Будды Хондо размещено шесть статуй Будды, а также сокровища японских императоров, включая Тэндзи, эти сокровища демонстрируются только раз в году или по особым случаям. Большую ценность представляет статуя Мироку в центре зала Кондо. Кондо был построен в 1599 году взамен оригинального храма, построенного в 672 году.
В Мии-дэра расположен также храм Каннон-до, посвящённый Каннон, храм построен в 1072 году.
Мии-дэра является четырнадцатым храмом из тридцати трёх буддийских храмов Каннон, предназначенных для паломничества в районе Кансай.